# 金用判
金用判（：／ Kim Yong-pan，1958年），大韓民國保守派政治人物，第21屆國會議員，曾擔任首爾地方警察廳廳長。